# William Randolph Hearst

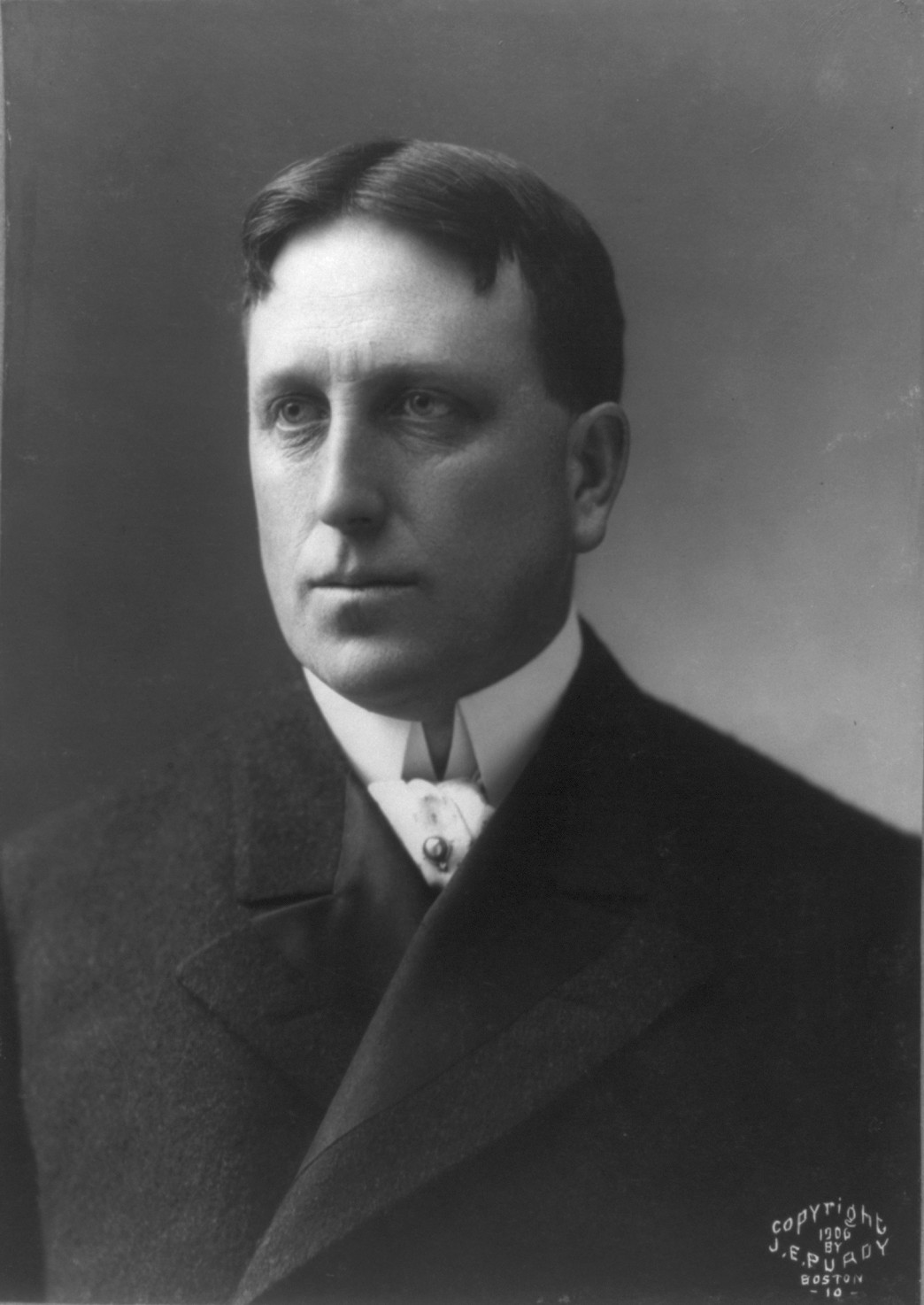
William Randolph Hearst (1906)

William Randolph Hearst (* 29. April 1863 in San Francisco, Kalifornien; † 14. August 1951 in Beverly Hills, Kalifornien) war ein US-amerikanischer Verleger und Medien-Tycoon. Er besaß Anfang des 20. Jahrhunderts die größte Zeitungskette in Amerika und gilt als einer der bedeutendsten und einflussreichsten Journalisten der amerikanischen Geschichte. Hearst zählte zu den reichsten Menschen der Welt und war Kunstsammler, Naturliebhaber und Hauptvorbild für die Titelfigur in Orson Welles’ Filmklassiker Citizen Kane (1941).

## Leben
William Randolph Hearst war das einzige Kind von George Hearst, einem durch Bergbau und Landwirtschaft reich gewordenen Multimillionär, und dessen Frau Phoebe. Nach seinem erfolgreichen Journalismusstudium in Harvard begann er beim Harvard Lampoon, der von Joseph Pulitzer geleitet wurde, zu arbeiten. 1887 übernahm er die Zeitung San Francisco Examiner, um sie mit großem Erfolg radikal umzugestalten. Vom Journalismus Pulitzers inspiriert, wies er seine Journalisten an, schockierende Nachrichten zu schreiben, um die Leser zu begeistern.
Als sein Vater 1891 starb, hinterließ er ein Vermögen von 7,5 Millionen Dollar (heute rund 267.000.000 Dollar). Mit den neuen finanziellen Möglichkeiten kaufte Hearst 1895 die New Yorker Zeitung Morning Journal, engagierte einige der bekanntesten Journalisten und erschloss einen Markt mit mehreren Millionen Lesern. So konkurrierte er mit seinem früheren Mentor Pulitzer, der zu dieser Zeit Verleger der New York World war.

### Einfluss auf den Spanisch-Amerikanischen Krieg von 1898 –Yellow Press

Hearst (um 1905)

Bereits Mitte des 19. Jahrhunderts gab es ein starkes Interesse der USA an der spanischen Kolonie Kuba. Während in dieser Zeit an einen Krieg mit dem militärisch starken Spanien noch nicht zu denken war, änderte sich die Situation nach dem 30-jährigen Unabhängigkeitskampf der Kubaner gegen die spanische Kolonialmacht. Politisch und militärisch fühlten sich die USA nun in der Lage, Spanien seine Kolonie Kuba streitig zu machen. Ein willkommener Anlass war die Explosion der Maine im Hafen von Havanna, die besonders von Hearst und Pulitzer zum Kriegsgrund erklärt wurde. Der in der Hearst-Presse veröffentlichte Schlachtruf lautete „Remember the Maine, to hell with Spain“ (Denkt an die Maine, zur Hölle mit Spanien), obwohl zu diesem Zeitpunkt eine spanische Schuld an dem Unglück noch gar nicht zur Diskussion stand. Hearst ging sogar noch weiter. Er beauftragte seinen Korrespondenten Remington, in Havanna zu bleiben und Bilder zu schicken, damit er, Hearst, den Krieg machen könne („You furnish the pictures. I’ll furnish the war.“, W. R. Hearst).
Hearst und Pulitzer, die beide schon vor einiger Zeit erkannt hatten, dass Sensationsnachrichten gute Verkaufszahlen versprechen, veröffentlichten in ihren Zeitungen Berichte und Bilder über die Misshandlung der kubanischen Bevölkerung unter dem Kommando des spanischen Generals Valeriano Weyler y Nicolau, der Konzentrationslager (campos de reconcentración) einrichten ließ. Solche Bilder hatten die Menschen der damaligen Zeit noch nie in einem öffentlichen Medium gesehen. Die Schlagzeile „Enter the butcher“ (Auftritt des Schlächters) bezog sich auf den spanischen General Weyler und sollte den Krieg psychologisch vorbereiten. Hearsts Zeitungen, die sich anfangs noch gut 77.000-mal verkauften, wiesen nun plötzlich Verkaufszahlen von über einer Million auf. In den Zeitungen wurden Geschichten über kubanische Rebellen (mambí), die gegen die spanische Besetzung kämpften, veröffentlicht. Diese Berichte weckten Sympathien für Rebellen und beeinflussten die Meinungsbildung der Leser stark. Hearst machte kein Geheimnis daraus, dass er nur einen Krieg für die richtige Lösung des Problems hielt. Nun war ein Krieg nicht mehr zu verhindern. Hearst scheute keinen Aufwand, um bessere Geschichten als Pulitzer publizieren zu können; u. a. begann er, Pulitzers beste Journalisten und Illustratoren abzuwerben. Diese Art, Sensationsnachrichten zu verbreiten, erhielt den Namen „Yellow Press“, eine Anspielung auf die regelmäßig zunächst in Pulitzers, dann in Hearsts Zeitungen erscheinenden Comicstrips von The Yellow Kid und das gelbe Zeitungspapier.
Mit dem Vermögen, das er durch die guten Geschäfte während des Spanisch-Amerikanischen Kriegs und der Eroberungen der Zeitungsmärkte von San Francisco und New York verdient hatte, erweiterte Hearst in den folgenden Jahren sein Unternehmen. So gründete er 1900 die Chicago American, 1902 den Chicago Examiner und den Boston American sowie 1904 den Los Angeles Examiner. Dies bedeutete nicht nur eine Ausweitung seines Imperiums, sondern sollte ihn auch bei seinem größten Ziel unterstützen: Präsident der USA zu werden.

### Politische Ambitionen

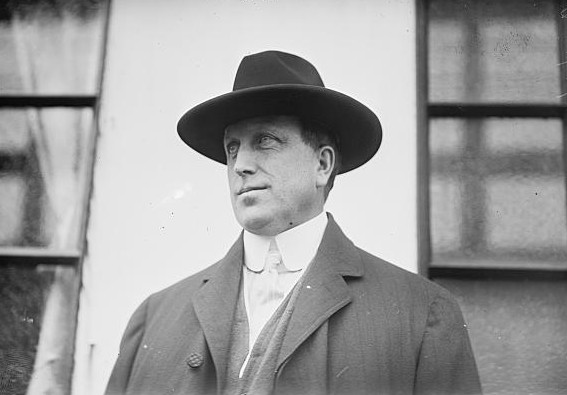
Hearst (1910)

1902 und 1904 gewann er als Mitglied der Demokratischen Partei die Wahlen zum Repräsentantenhaus. Jedoch ließen ihm seine Zwei-Millionen-Kampagne für die Präsidentschaftswahl und die Verwaltung seiner Zeitungen sehr wenig Zeit für die Pflichten im Kongress. Seine ständige Abwesenheit verärgerte die anderen Politiker. Trotz allem fand Hearst noch Zeit, sich 1905 der Wahl zum New Yorker Bürgermeister zu stellen, und versuchte 1906, zum Gouverneur gewählt zu werden. Nachdem er zweimal nicht gewählt worden war, zog sich Hearst aus der Politik zurück.
Hearst galt während des Ersten Weltkrieges als „the spokesman of the Kaiser“ und versuchte so lang wie möglich, die USA aus dem Krieg herauszuhalten. Daher wurde auch beim Wahlkampf im Jahr 1917 von der Republikanischen Partei der gegen die Demokratische Partei gerichtete Slogan „Hearst, Hylan, the Hohenzollerns, and the Habsburgs“ publiziert. Die Friedensverträge nach dem Krieg bezeichnete Hearst insbesondere im Hinblick auf Japan und Russland als dumm und die Aufteilung von Österreich-Ungarn bzw. die verschiedenen Gebietsabtrennungen als Rückschritte.
1903 heiratete er die 21 Jahre alte Millicent Willson, mit der er fünf Söhne hatte: George Randolph Hearst, Sr. (1904–1972), William Randolph Hearst, Jr. (1907–1993), John Randolph Hearst, Sr. (1910–1958), David Whitmire Hearst (1915–1986) und Randolph Apperson Hearst (1915–2000). Als Hearsts Mutter 1919 starb, zog er auf die 680 Quadratkilometer große Farm in San Simeon um, die früher seinem Vater gehört hatte. Dort baute er sich für 37 Millionen Dollar (heute rund 671.000.000 Dollar) ein eigenes Schloss (Hearst Castle), in dem häufig Partys mit viel Hollywood-Prominenz gegeben wurden, und gab je 50 Millionen Dollar (heute rund 907.000.000 Dollar) für Immobilien in New York und für Kunstgegenstände aus. Letztere konnte er zum Teil durch die große Not, die in Europa nach dem Ersten Weltkrieg herrschte, günstig erstehen. So erwarb er 1925 und 1931 ganze Klostergebäude u. a. in Spanien, die er zerlegen und in die Vereinigten Staaten schicken ließ (siehe auch: Ancient Spanish Monastery und French Cloisters).
Hearst äußerte in den 1930er Jahren Sympathien für den Nationalsozialismus und den italienischen Faschismus, war aber andererseits lange Zeit Anhänger von Franklin D. Roosevelt. So schrieben Hitler und Mussolini, aber auch Churchill in seinen Zeitungen. Mit seiner 1918 gegründeten Filmproduktionsfirma Cosmopolitan Productions – Hearst war insgesamt Produzent von über 200 Filmen – drehte er 1933 den Film Zwischen heut und morgen, welcher einen ausgesprochen positiven Blick auf den Faschismus wirft und einen US-Diktator als Helden zeigt. 1934 reiste er nach Deutschland, wo er von Adolf Hitler empfangen wurde. Nach dieser Reise veröffentlichten Hearsts Zeitungen Artikel gegen die Sowjetunion. Zudem erschien in seinen Zeitungen auch eine Artikelserie von Hermann Göring, die aber aufgrund von Protesten schnell wieder verschwand.
Massive Kritik übte die Hearst-Presse an Roosevelts „Quarantäne-Rede“, womit sich Hearst ab Oktober 1937 wiederholt gegen eine Interventionismuspolitik der USA aussprach. Eine vollkommene Kehrtwende in Hearsts Position brachten die Novemberpogrome 1938, die er öffentlich als Barbarei bezeichnete und Hitler und die Nationalsozialisten für diese Verbrechen voll verantwortlich machte. Später waren seine Zeitungen unter den ersten, die über den Holocaust berichteten.

### Erfolge in den 1930er und 1940er Jahren
In den 1930er Jahren war Hearsts Vermögen durch die Folgen des Börsencrashs des Oktobers 1929 stark in Mitleidenschaft gezogen worden, dennoch war Hearst 1935 mit 200 Millionen Dollar (heute rund 4.570.000.000 Dollar) einer der reichsten Menschen der Welt. In den 1940er Jahren besaß er 25 Tageszeitungen, 24 Wochenzeitungen, zwölf Radiosender, zwei weltweite Nachrichtenunternehmen, das Cosmopolitan-Filmstudio und einige andere Medienfirmen. 1948 kaufte er einen der ersten Fernsehsender der USA in Baltimore. Hearst verkaufte täglich mehr als 13 Millionen Zeitungen und erreichte mit ihnen etwa 40 Millionen Leser. Beinahe ein Drittel der US-amerikanischen Erwachsenen las eine Zeitung aus dem Hause Hearst, viele erhielten diese Informationen in Form von Filmen und übersetzten Zeitungen auch im Ausland.
In Abstimmung mit DuPont und Anslinger nahmen die Hearst-Zeitungen sehr erfolgreich Einfluss auf das Verbot von Hanf, das 1937 durchgesetzt werden konnte. Kritiker wie beispielsweise Jack Herer werfen Hearst vor, mit seiner Kampagne gegen das Marihuana nicht die Menschheit vor der „gefährlichsten Droge seit Anbeginn der Menschheit“ schützen zu wollen, sondern dass wirtschaftliche Interessen im Vordergrund standen. Hearst war Waldbesitzer und Papiermühlen-Magnat und der Hanf wurde durch neue Erntemaschinen eine übermächtige Konkurrenz dazu.
Hearst starb am 14. August 1951 in Beverly Hills. Er ist auf dem Friedhof Cypress Lawn Memorial Park in Colma bestattet. Seine Ehe mit Millicent Willson hielt bis zu seinem Tod. Jedoch hatte er fast 30 Jahre lang eine Affäre mit der Schauspielerin Marion Davies.

## Rezeption
Der 1941 von Orson Welles gedrehte Film Citizen Kane zeigt starke Anklänge an die Biografie Hearsts, woraufhin dieser eine Medienkampagne startete, um dies zu unterbinden. Er konnte jedoch nicht verhindern, dass der Film in den Verleih kam. 1995 war er Gegenstand des Dokumentarfilms Die Schlacht um Citizen Kane. Der 1999 von HBO produzierte Fernsehfilm Citizen Kane – Die Hollywood-Legende zeigt die Kämpfe bei der Entstehung des Filmklassikers, Hearst wird hier gespielt von James Cromwell.
Im 18. James-Bond-Film Der Morgen stirbt nie wurde der Schurke und Medienmogul Elliot Carver (gespielt von Jonathan Pryce) vom beruflichen Stand her nach William Randolph Hearst gestaltet. Carver zitiert Hearst kurz vor dem Ende sogar: „Der einzigartige William Randolph Hearst hat seinem Fotografen gesagt ‚Liefern sie die Fotos, ich liefere den Krieg‘. Ich bin nur einen Schritt weiter gegangen.“
Der Film The Cat’s Meow basiert auf dem nie bewiesenen Gerücht, der Filmproduzent Thomas Ince sei im November 1924 bei einer Feier zu seinem 44. Geburtstag von Hearst auf dessen Yacht aus Eifersucht erschossen worden. Anwesend waren prominente Gäste wie Charles Chaplin und Louella Parsons. Was wirklich geschehen ist, ist unbekannt. Nach einer Version des Gerüchts ist Ince von Hearst erschossen worden, als dieser Chaplin mit gezücktem Revolver über die Yacht gejagt habe. Hearst habe Chaplin mit seiner Geliebten, der Schauspielerin Marion Davies, erwischt. Er habe Chaplin verfehlt und den zufällig an Deck stehenden Ince getroffen. Einer anderen Version zufolge habe Hearst Chaplin und Ince bei der Schussabgabe verwechselt. Hearst habe im Anschluss seine Pressemacht dafür missbraucht, die Tat zu vertuschen; während die Morgenzeitungen noch von Mord schrieben, berichteten die Abendzeitungen nicht mehr von dem Vorfall, während Hearsts Zeitungen verbreiteten, Ince sei an einer akuten Magenverstimmung gestorben. Louella Parsons habe er mit einem lebenslangen Job als Hollywood-Reporterin für seine Zeitungen für ihr Schweigen belohnt. Dass Inces Leiche ohne Obduktion eingeäschert wurde, trug nicht dazu bei, die Gerüchte zu beenden.
In den Romanen Empire und Hollywood von Gore Vidal wird Hearst in seiner Funktion als Zeitungsherausgeber und Filmproduzent dargestellt und steht dort in enger Verbindung zu den Hauptfiguren.
In der Folge „Die Reise ans Meer“ (5x24) der Serie Unsere kleine Farm taucht Hearst, gespielt von Bill Ewing, gegen Ende der Folge auf und gestattet die Mitfahrt in seiner Kutsche.